# Republica Armeniei Montane
Republica Armeniei Montane (în limba armeană: եռնահայաստանի Հանրապետութիւն, Leřnahayastani Hanrapetut’yun; cunoscută și ca Republica Autonomă Syunik ori Armenia Montană Լեռնահայաստան Leřnahayastan) a fost un stat efemer și nerecunoscut armean antibolșevic din Caucazul de sud, al cărui teritoriu corespunde cu aproximație provinciilor Vayots Dzor și Syunik, incorporând și unele regiuni ale Nagorno-Karabahului. A fost înființată de comandantul militar și gânditorul politic armean Garegin Njdeh și aliații săi cu sprijinul forțelor locale de gherilă, după suprimarea Revoltei din februarie 1921. Nu a fost recunoscut de nicio țară, dar a existat până la jumătatea lunii iulie a aceluiași an.

## Contextul istoric

### După Primul Război Mondial
După Primul Război Mondial, la semnarea Tratatului de la Sèvres, precum și în negocierile de pace care au urmat la Paris, aliații au promis să-i pedepsească Junii Turci și să-i dea unele, dacă nu toate, provinciile de est ale vechiului imperiu Otoman Republicii armene în curs de formare. Dar aliații au fost mai preocupați de încheierea tratatelor de pace cu Germania și cu ceilalți membri europeni ai Puterilor Centrale. În problemele legate de Orientul Apropiat, principalele puteri, Marea Britanie, Franța, Italia și Statele Unite, aveau conflicte de interese asupra sferelor de influență pe care urmau să le asume. Deși existau dispute interne intense între Aliați, Statele Unite ale Americii au fost reticente în a accepta un mandat asupra Armeniei. Între timp, recent formata Republica Sovietică Federativă Socialistă Rusă și Mișcarea Națională Turcă și-au pus ochii pe preluarea Caucazului, inclusiv a Armeniei.  :20 Bolșevicii simpatizau cu mișcarea turcă datorită opoziției lor reciproce față de puterile occidentale sau a " imperialismului occidental", așa cum l-au numit bolșevicii. Guvernul sovietic a format o alianță cu naționaliștii turci și le-a trimis aur și arme. Acest lucru s-a dovedit dezastruos pentru armeni, și în cele din urmă, Armenia de Vest a cedat în fața forțelor invadatoare.

### Sovietizarea Armeniei

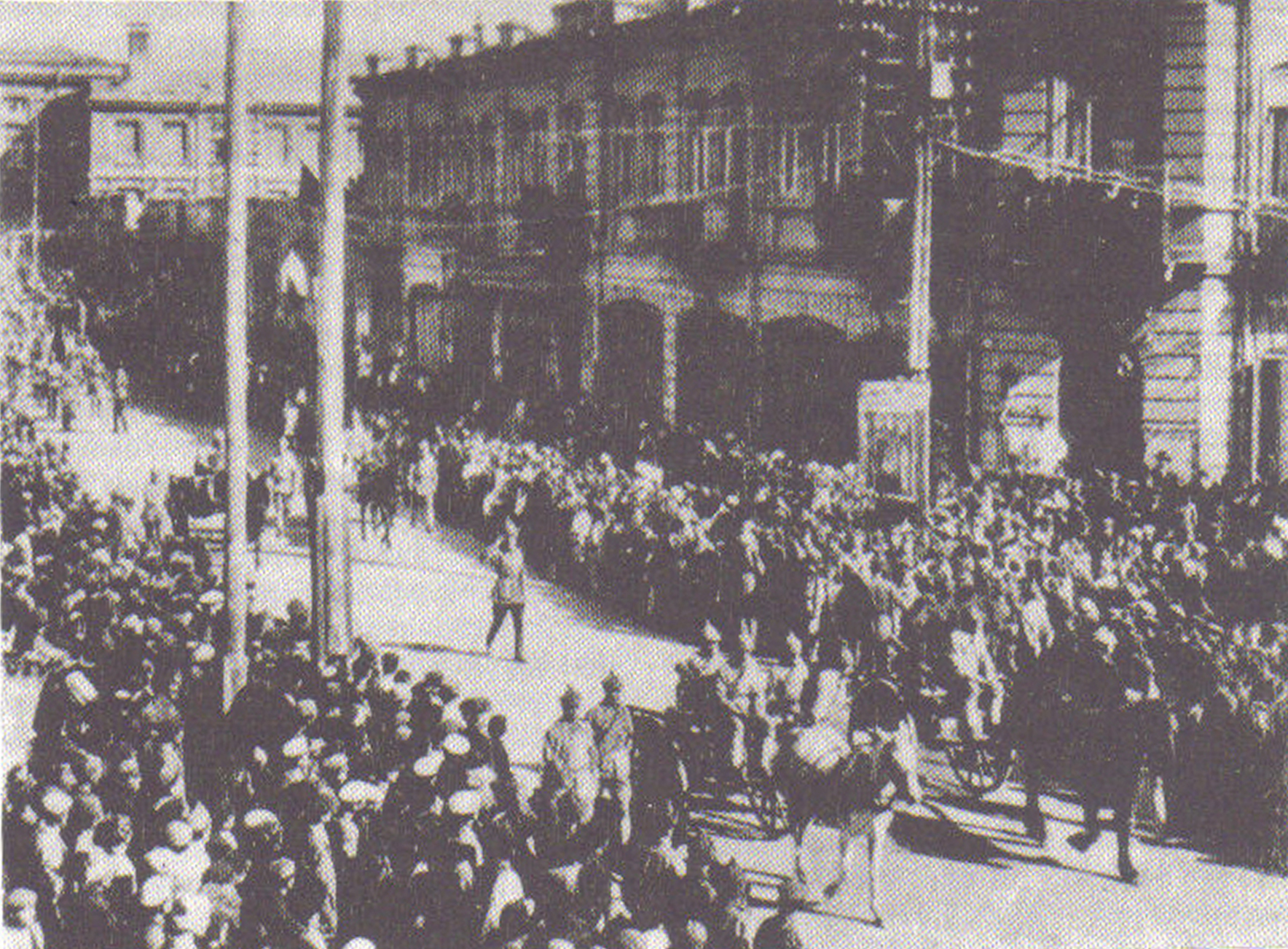
Intrarea Armatei Roșii, Divizia a 11-a, în Erevan, care a pus capăt independenței Armeniei

În Armenia comuniștii au câștigat accesul la putere la sfârșitul anului 1920. Invazia de către Armata Roșie sovietică, Divizia a 11-a, a Primei Republici a Armeniei a început la 29 noiembrie 1920.  Transferul efectiv de putere a avut loc la 2 decembrie în Erevan, când conducerea armeană a aprobat un ultimatum prezentat de plenipotențiarul sovietic Boris Legran. Armenia a fost de acord să se alăture sferei de influență sovietică, în timp ce Rusia Sovietică a fost de acord să-i protejeze restul teritoriului de avansarea armatei turce. Sovieticii au promis de asemenea să ia măsuri pentru a reconstrui armata, a-i proteja pe armeni și să nu-i persecute pe necomuniști, deși condiția finală a acestui angajament a fost încălcată atunci când dașnakii au fost forțați să iasă din țară. Guvernul sovietic a propus anexarea regiunilor Nagorno-Karabagh și Syunik din Armenia la Azerbaidjanul sovietic. Acest pas a fost puternic respins de Garegin Njdeh, care a declarat Syunik regiune autonomă la 25 decembrie 1920. În ianuarie 1921, Drastamat Kanayan a trimis o telegramă lui Njdeh, sugerând să se permită sovietizarea Syunikului, prin care acestea ar putea câștiga sprijinul guvernului bolșevic în rezolvarea problemelor ținuturilor armene. Njdeh din nou, nu a plecat de la Syunik și și-a continuat lupta împotriva Armatei Roșii și a Azerbaidjanului sovietic.

## Proclamarea republicii

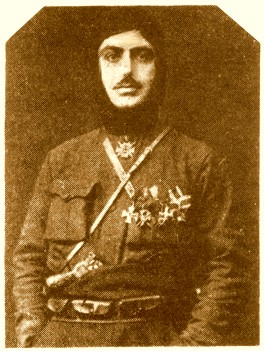
Garegin Njdeh, liderul rezistenței antisovietice

Pe 18 februarie 1921, dașnakii au organizat o rebeliune antisovietică la Erevan și au reușit să cucerească controlul asupra orașului și a regiunii înconjurătoare pentru aproape 42 de zile, dar au fost înfrânți în cele din urmă de Armata Roșie superioară din punct de vedere numeric. Liderii rebeliunii s-au retras mai apoi în regiunea Syunik.
Pe 26 aprilie 1921, reprezentanții armenilor din regiunile autonome Daralakyaz (Vayots Dzor), Zangezur și Artsakh au proclamat în cadrul unei congres de la Tatev independența și fondarea Republicii Armeniei Montane. Mai târziu, la 1 iunie 1921, a fost redenumită în Republica Armenia.

## Politica
Orașul Goris a devenit capitala statului armean nerecunoscut, iar Garegin Njdeh a fost ales premier și ministru al apărării. Mai târziu, în iulie, Simon Vratsian i-a succedat lui Njdeh în funcția de premier, în vreme ce acesta din urmă a devenit guvernator și comandant suprem al armatei.
În perioada aprilie – iulie 1921, Armata Roșie a întreprins operațiuni militare de amploare în regiune, atacând Syunik din nord și est. După o serie de lupte sângeroase, Republica Armeniei Montane a capitulat în iulie 1921, după ce guvernul sovietic a promis să păstreze regiunea ca parte integrantă a Armeniei Sovietice. După capitulare, Garegin Njdeh, o parte dintre soldații pe care i-a comandat, numeroși intelectuali armeni și unii dintre liderii primei republici independente armene au emigrat în Persia, stabilindu-se în Tabriz.
Formarea acestei republici efemere i-a salvat pe armenii din Syunik de atacurile tătarilor din Azerbaidjan. Priceperea militară și diplomatică a lui Garegin Njdeh a permis zonei sudice a regiunii Syunik să rămână parte a Armeniei sovietice.

## Resurse externe
- ՀԱՅՈՑ ԳԱՂԱՓԱՐԱԲԱՆՈՒԹՅԱՆ ՀԵՆԱՍՅՈՒՆԵՐԸ[nefuncțională]
- Other Armenian States